# Liste der Mitglieder des Bayerischen Landtages (Königreich, 19. Wahlperiode)
Diese Liste gibt einen Überblick über alle Mitglieder des Bayerischen Landtages in der 19. Wahlperiode des Königreichs Bayern (1905–1907). In die Wahlperiode fallen die Sitzungen des 34. Landtags vom 28. September 1905 bis zum 23. März 1907.

## Kammer der Abgeordneten

### Präsidium
- Präsident: Georg Ritter von Orterer (1849–1916)
- 1. Vizepräsident: Theobald Ritter von Fuchs (1852–1943)
- 2. Vizepräsident: Karl Hammerschmidt (1862–1932)
- 1. Schriftführer: August Wörle (1860–1920)
- 2. Schriftführer: Karl Prieger
- 3. Schriftführer: Alois Frank (1859–1940)
- 4. Schriftführer: Konrad Freiherr von Maisen-Waldkirch

### Abgeordnete

#### A
- Josef Aichbichler (1845–1912)
- Joseph Aigner
- Friedrich Wilhelm Albrecht (1861–1943)
- Karl Andreä
- Peter Aumüller

#### B
- Georg Bauer (1885–1952)
- Sebastian Bauer (1867–1931)
- Luitpold Baumann (1844–1919)
- Adolf Berdel (1860–1925)
- Jakob Beyhl
- Joseph Bill (1862–1918)
- Georg Birk (1839–1924)
- Rupert Mathias Max Bittner
- Andras Blümm
- Johann Brandstätter
- Adalbert Braun (1843–1915)
- Johann Peter Brendel
- Stephan Bühl
- Franz Burger (1836–1920)

#### C
- Leopold Ritter von Casselmann (1858–1930)

#### D
- Karl Daiser (1847–1914)
- Balthasar Ritter von Daller (1835–1911)
- Anton Deindl
- Andreas Deininger

#### E
- Josef Echinger (1841–1911)
- Anton Ecker
- Franz Joseph Ehrhart (1853–1908)
- Robert Einhauser
- Georg Eisenberger (1863–1945)
- Simon Eisenmann (1862–1938)
- Martin Eitzenberger
- Josef Erhard (1847–1907)
- Alois Eschenbach

#### F
- August Fischer
- Michael Flemisch
- Ludwig Forster (1868–1937)
- Moritz Freiherr von und zu Franckenstein (1869–1931)
- Alois Ritter von Frank (1859–1940)
- Karl Leopold Maria Freiherr von Freyberg (1866–1940)
- Theobald Ritter von Fuchs (1852–1943)

#### G
- Johannes Ganzenmüller
- Karl Gebhart (1859–1921)
- Joseph Geiger (1852–1929)
- Joseph Egid Geiger
- Wilhelm Geiger
- Johann Baptist Gerber
- Liborius Gerstenberger (1864–1925)
- Ludwig Giehrl
- Peter Erasmus Josef Gleitsmann
- Friedrich Goldschmit
- Georg Göller

#### H
- Hans Häberlein
- Karl Hammerschmidt (1862–1932)
- Leonhard Harder
- Benedikt Hebel (1865–1922)
- Georg Heim (1865–38)
- Josef Johann Baptist Hennemann
- Johann Baptist Hierl (1856–1936)
- Leonhard Hilpert (1852–1934)
- Georg Hinterwinkler (1857–1915)
- Heinrich Hofstädter
- Nikolaus Holzapfel (1847–1920)
- Joseph Huber
- Joseph Huber (1860–1940)
- Michael Konrad Hufnagel (1854–1915)

### I
- Martin Irl (1859–1953)

#### J
- Franz Paul Joseph Eugen Jäger (1842–1926)

#### K
- Rudolf Kanzler (1873–1956)
- Ludwig Philipp Keidel (1857–1932)
- Kilian Keller (1839–1908)
- Anton Kleehaas
- Eduard Heinrich Klement
- Lorenz Klimmer (1868–1919)
- Karl Köhl (1846–1926)
- Bruno Körner (1862–1927)
- Hans Küfner (1871–1935)

#### L
- Anton Lang (1860–1931)
- Anton Lehemeir (1841–1933)
- Franz Xaver Lerno (1849–1920)
- Georg Linberger
- Martin Loibl (1869–1933)
- Joseph Ludwig

#### M
- Konrad Freiherr von Malsen-Waldkirch (1869–1913)
- Joseph Matheis
- Ludwig Mattil
- Sebastian Matzinger (1865–1935)
- Johann Mayer
- Karl Mayer (1878–1951)
- Bernhard Mayr
- Maximilian Joseph Maria Mayr
- Anton Memminger (1846–1923)
- Johann Michael Merkenschlager
- Wilhelm Meußdörffer (1858–1931)
- Hans Meyer
- Johann Modschiedler
- Joseph Moritz (1845–1922)
- Michael Mößmer
- Adolf Müller (1863–1943)
- Ernst Müller-Meiningen (1866–1944)

#### N
- Lorenz Neudecker
- Friedrich Johann Neuner
- Dominikus Nuffer

#### O
- Georg Ohligmacher
- Georg Ritter von Orterer (1849–1916)
- Heinrich Osel (1863–1919)
- Heinrich Oswald (1866–1945)

#### P
- Franz Seraphin Ritter von Pichler (1852–1927)
- Anton Pointner
- Karl Ferdinand August Prieger
- Johann Michael Probst

#### R
- Balthasar Ranner (1852–1920)
- Gustav Rauh
- Jakob Reeb (1842–1917)
- Eduard Freiherr von Rieder von Paar zu Schönau
- Hans Rollwagen (1868–1912)
- Sebastian Ruedorffer (Rüdorffer)

#### S
- Johann Baptist Sartorius (bis 1906)
- Franz Schädler (1852–1913)
- Johann Schaller
- Johann Konrad August Scharrer
- Joseph Schefbeck (1859–1946)
- Karl Schirmer (1864–1942)
- Joseph Schmid
- Ernst Karl Theodor Schmidt
- Karl Schmidt
- Franz Schmitt (1862–1932)
- Georg Wilhelm Schönleben
- Johann Nepomuk Schramm
- Johann Baptist Schubert
- Jakob Schulz
- Georg Schwarz (1873–1948)
- Michael Seeberger
- Martin Segitz (1853–1927)
- Julius Siben (1851–1907)
- Michael Sir (1862–1937)
- Christian Friedrich Soldner
- Karl Friedrich Speck (1862–1939)
- Wilhelm Spindler (1861–1927)
- Georg Stamm (1855–1923)
- Franz Xaver Steindl (1858–1931)
- Karl August Heinrich Stöcker-Rothenburg
- Eduard Strecker
- Peter Streifinger (1853–1937)

#### T
- Johannes Timm (1866–1945)

#### U
- Johann Unterbirker

#### V
- Joseph Vogel
- Martin Vögel
- Georg Heinrich Ritter und Edler von Vollmar auf Veltheim (1850–1922)

#### W
- Jakob Wagner
- Hermann Walter
- Luitpold Weilnböck (1865–1944)
- Joseph Weißenfeld
- Melchior Weißenhagen (1849–1905)
- Ludwig Weiss
- Valentin Wenz (1831–1909)
- Kaspar Wieland
- Josef Witzlsperger (1838–1907)
- August Wörle (1860–1920)

### Z
- Joseph Zinner
- Martin Zott (1841–1929)

## Kammer der Reichsräte

### Präsidium
- 1. Präsident: Ernst Alban Fürst zu Löwenstein-Wertheim-Freudenberg (1854–1931)
- 2. Präsident: Adolph von Auer (1831–1916)
- 1. Sekretär: Karl Max von Drechsel-Deuffstetten
- 2. Sekretär: Johann Karl Freiherr von und zu Franckenstein (1858–1913)

### Reichsräte
| Inhaltsverzeichnis A B C D E F G H L M N O P Q R S T W |

#### A
- Friedrich Philipp Ritter von Abert (1852–1912)
- Maximilian Karl Graf von Arco-Valley
- Joseph Maria Graf von Arco-Zinneberg
- Adolph von Auer (1831–1916)

#### B
- Adalbert Alfons Prinz von Bayern
- Alphons Maria Prinz von Bayern
- Arnulf Prinz von Bayern (1852–1907)
- Christoph Joseph Herzog in Bayern
- Ferdinand Maria Prinz von Bayern
- Franz Joseph Herzog in Bayern
- Franz Maria Prinz von Bayern
- Georg Franz Prinz von Bayern
- Heinrich Luitpold Prinz von Bayern
- Karl Maria Prinz von Bayern
- Karl Theodor Herzog in Bayern (1839–1909)
- Konrad Luitpold Prinz von Bayern
- Leopold Maximilian Prinz von Bayern
- Ludwig Ferdinand Prinz von Bayern (1859–1949)
- Ludwig Prinz von Bayern (1845–1921)
- Ludwig Wilhelm Herzog in Bayern
- Ludwig Wilhelm Karl Herzog in Bayern
- Rupprecht Maria Prinz von Bayern (1869–1955)
- Siegfried August Herzog in Bayern
- Georg Karl August Ritter von Bechmann
- Hippolyt Graf von Bray-Steinburg (1842–1913)
- Eugen Ritter von Buhl (1841–1910)

#### C
- Friedrich Carl Fürst zu Castell-Castell (1864–1923)
- Wolfgang August Fürst zu Castell-Rüdenhausen
- August Ritter von Clemm (1837–1910)
- Friedrich Krafft Graf von Crailsheim (1841–1926)
- Theodor jun. Freiherr von Cramer-Klett

#### D
- Friedrich Christian von Deuster (1861–1945)
- Joseph Graf von Deym zu Arnstorf
- Maximilian Joseph Graf von Deym zu Arnstorf
- Karl Max Graf von Drechsel-Deuffstetten

#### E
- Georg Albrecht Graf zu Erbach-Erbach und von Wartenberg-Roth (1844–1915)

#### F
- Wilhelm Peter Ritter von Finck (1848–1924)
- Johann Karl Freiherr von und zu Franckenstein (1858–1913)
- Carl Ludwig Fürst Fugger von Babenhausen
- Carl Ernst Graf (seit 1914 Fürst) Fugger von Glött (1859–1940)
- Georg Carl Graf von Fugger zu Kirchberg und Weißenhorn

#### G
- Karl Gottfried Graf von und zu Giech
- Maximilian Casimir Guy Freiherr von Gravenreuth
- Hans Georg Freiherr von Gumppenberg-Pöttmes-Oberprennberg

#### H
- Hermann Ritter von Haag (1843–1935)
- Antonius Ritter von Henle
- Georg Friedrich Graf von Hertling (1843–1919)
- Heinrich Ritter von Heßert
- Johannes Friedrich Fürst zu Hohenlohe-Bartenstein und Jagstberg
- Philipp Ernst Fürst zu Hohenlohe-Waldenburg-Schillingsfürst
- Ludwig Karl Graf von Holnstein aus Bayern

#### L
- Karl Friedrich von Lang-Puchhof
- Emich Eduard Fürst zu Leiningen (1866–1939)
- Ludwig Heinrich Emil Graf von Lerchenfeld auf Köfering und Schönberg
- Karl Freiherr von Lindenfels
- Eugen Freiherr von Lotzbeck auf Weyhern
- Ernst Alban Fürst zu Löwenstein-Wertheim-Freudenberg (1854–1931)
- Karl Heinrich Fürst zu Löwenstein-Wertheim-Rosenberg (1834–1921)

#### M
- Hugo Ritter und Edler von Maffei (1836–1921)
- Carl Joseph Maria Graf von Maldeghem
- Ferdinand Ritter von Miller (1842–1929)
- Joseph Maximilian Graf von Montgelas
- Ernst Maria Graf von Moy
- Heinrich Karl Graf von der Mühle-Eckart auf Leonberg
- Max Ritter von Müller

#### N
- Friedrich Freiherr von Niethammer

#### O
- Albrecht Franz Fürst von Oettingen-Oettingen und Oettingen-Spielberg
- Karl Friedrich Fürst zu Oettingen-Oettingen und Oettingen-Wallerstein
- Franz Karl Julius Graf zu Ortenburg-Tambach

#### P
- Eduard Georg Benedikt Freiherr Poschinger von Frauenau (1869–1942)
- Maximilian Emanuel Graf von Preysing-Lichtenegg-Moos

#### Q
- Bertram Otto Fürst von Quadt zu Wykradt und Isny (1849–1927)

#### R
- Friedrich Ludwig Graf von Rechteren und Limpurg (1811–1909)

#### S
- Karl Theodor Graf von und zu Sandizell (1865–1939)
- Alfred Ferdinand Freiherr von Schaezler
- Gottfried Ritter von Schmitt
- Alexander von Schneider (1845–1909)
- Markus Paul Freiherr von Schnurbein
- Arthur Franz Graf von Schönborn-Wiesentheid
- Carl Maria von Seinsheim-Sünching auf Grünbach
- Maximilian Graf von Soden-Fraunhofen (1844–1922)
- Berthold Schenk Graf von Stauffenberg
- Franz Joseph Ritter von Stein (1832–1909)

#### T
- Heinrich Ritter von Thelemann (1851–1923)
- Hans Karl Freiherr von Thüngen
- Albert Maria Fürst von Thurn und Taxis
- Hans Veit Graf von Toerring-Jettenbach-Guttenzell auf Seefeld

#### W
- Friedrich Ludwig Graf von Waldbott-Bassenheim
- Georg Maximilian Fürst von Waldburg zu Zeil und Trauchburg (1867–1918)
- Wilhelm Franz Fürst von Waldburg zu Zeil und Trauchburg
- Karl Philipp Fürst von Wrede
- Ludwig Veit Freiherr von Würtzburg